# Parc de la Pépinière
Pour les articles homonymes, voir La Pépinière.
Le parc de la Pépinière est un jardin public de Nancy.

## Situation et accès
Ce parc couramment appelé la Pépinière, ou plus familièrement par apocope la Pep', est situé à proximité de la place Stanislas, le long de la place de la Carrière et des anciennes fortifications.
Implanté au cœur de la ville, il en occupe 1,45 % de l'espace avec une superficie de 21,7 hectares (sur 1 501). Il est membre du CPJF (Comité des parcs et jardins de France).

## Origine du nom
Le parc de la Pépinière doit son nom et son plan en damier à sa fonction initiale : celle de pépinière royale, c'est-à-dire de réserve arboricole fondée par Stanislas Leszczyński en 1765 afin de fournir en arbres les routes lorraines.

## Historique
Malgré sa transformation en parc et son ouverture au public en 1835, la pépinière n'a pas subi beaucoup de modifications réelles, l'aménagement en seize carrés de cultures a été conservé et on le retrouve encore aujourd'hui en observant le tracé perpendiculaire de ses allées.

## Bâtiments remarquables et lieux de mémoire

### Allées

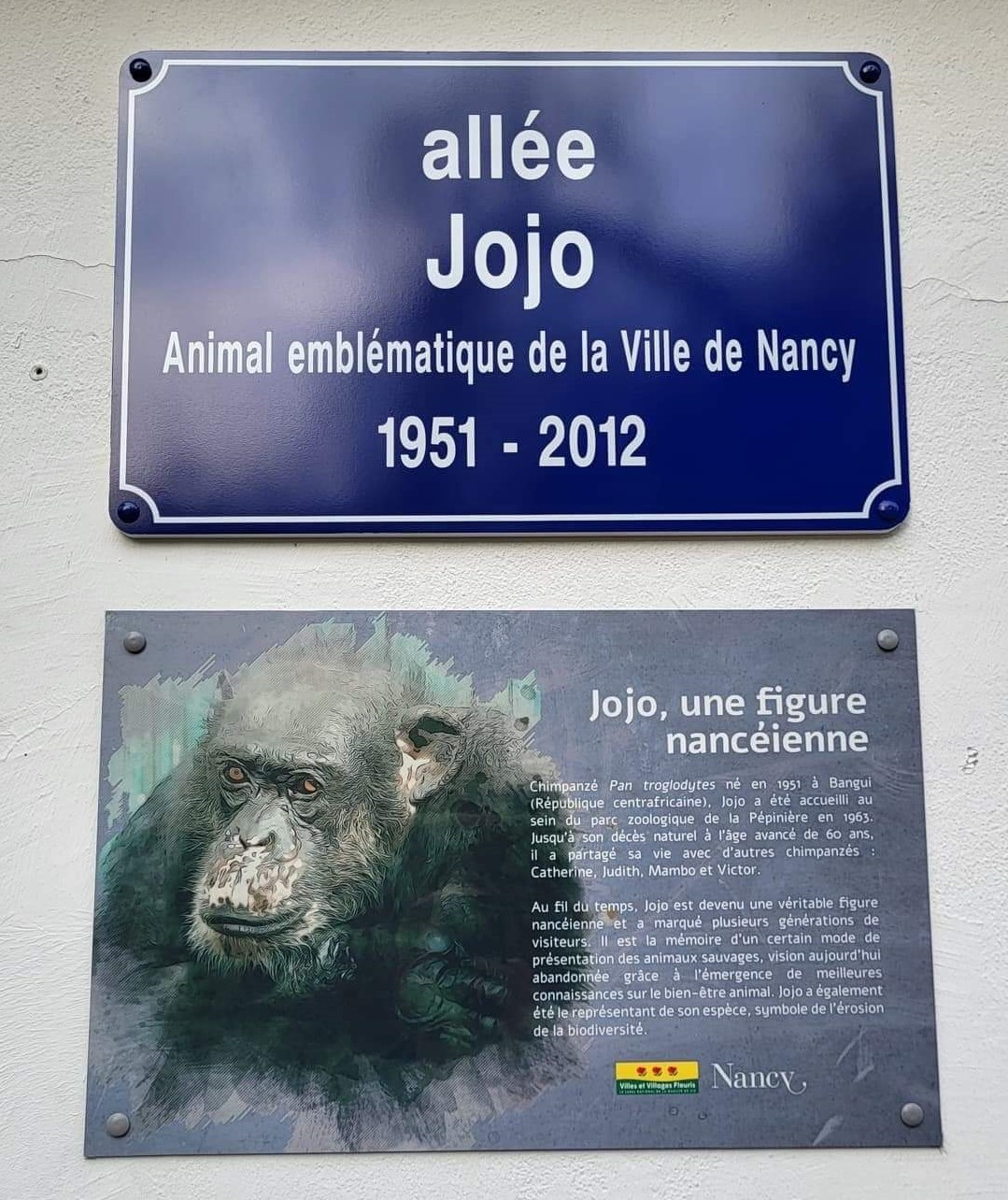
Plaque commémorative à Jojo le chimpanzé

Une allée porte le nom de l'historien de Saint-Nicolas-de-Port Émile Badel. 
Bernard Feder, conseiller municipal de Nancy entre 1953 et 1977, adjoint au maire à partir de 1959 a donné son nom à une allée du parc.
Le 8 avril 2011, a eu lieu l’inauguration d’une autre allée du parc portant le nom de la ville israélienne de Kiryat Shmona, ville jumelée avec Nancy.
Le 7 mai 2022 le nom de Bernard Guerrier de Dumast est donné à l'allée traversant la Pépinière de la place Nelson Mandela à la rue Grandville.
Le 10 décembre 2022 a été inaugurée une allée "Jojo Animal emblématique de la Ville de Nancy" en mémoire de Jojo le chimpanzé. Elle traverse l'Espace animalier où Jojo a vécu l'essentiel de sa vie. 

### Statues

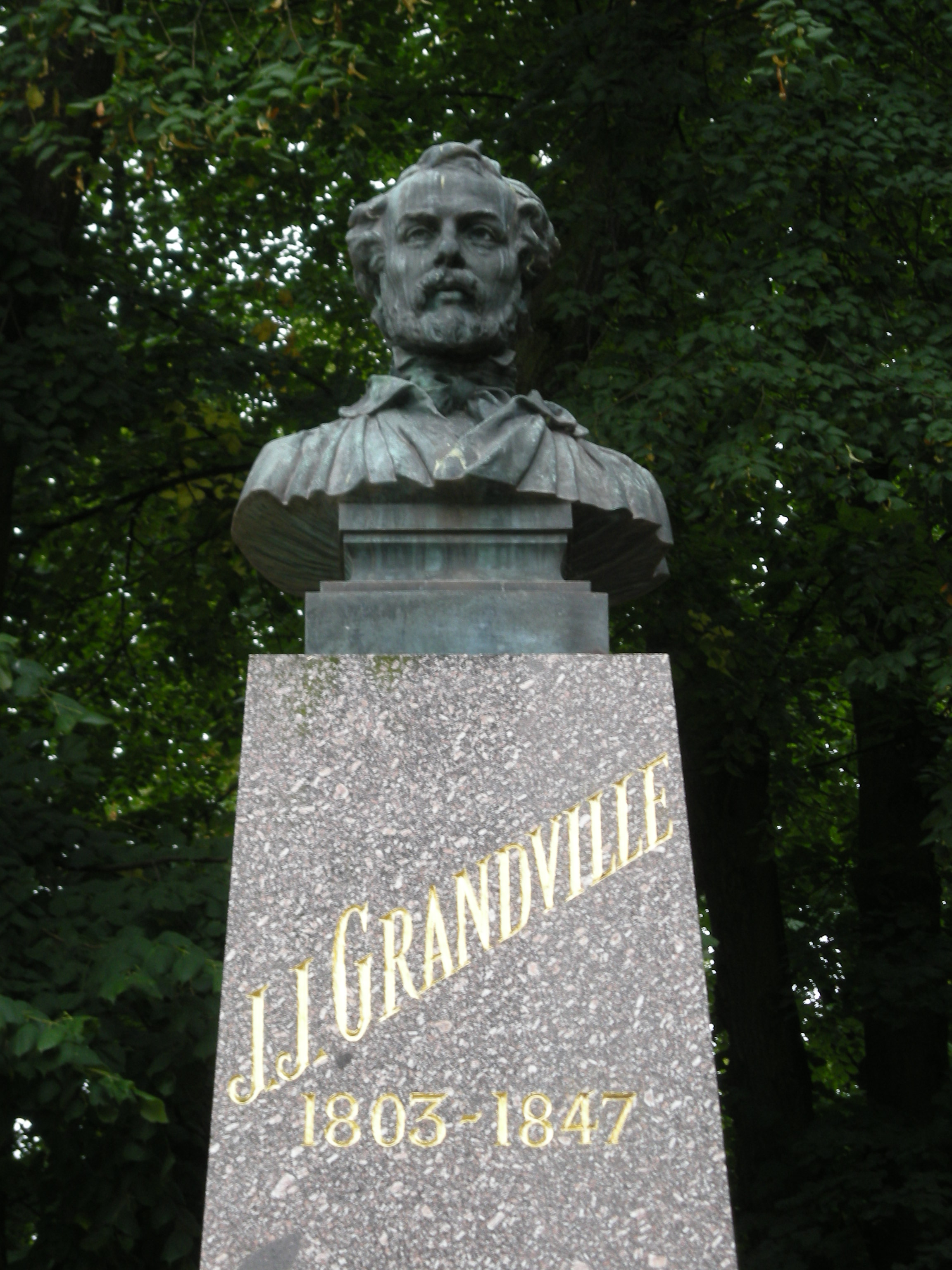
Grandville, par Ernest Bussière.
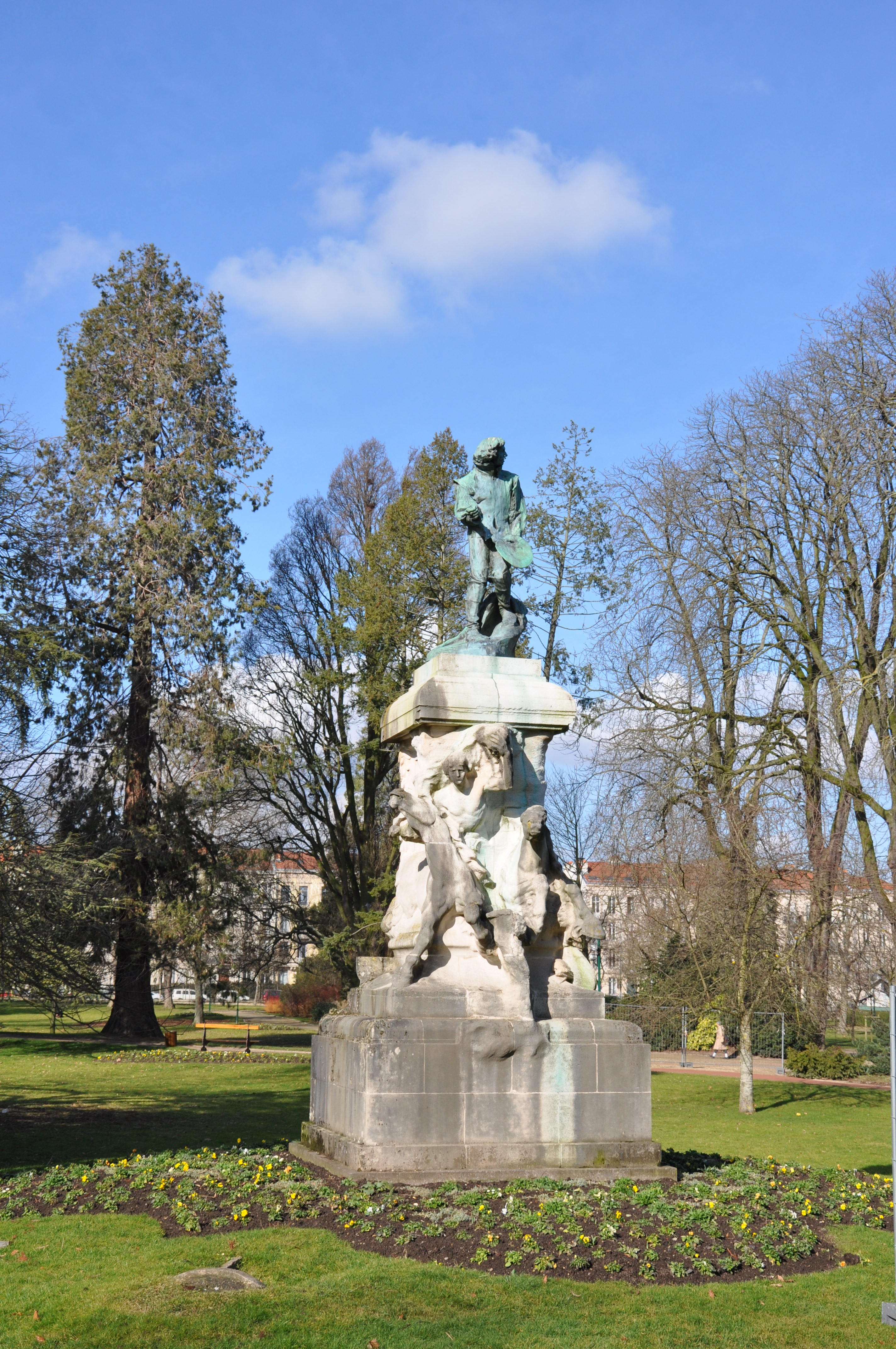
Claude Gellée dit Claude Le Lorrain, par Auguste Rodin.
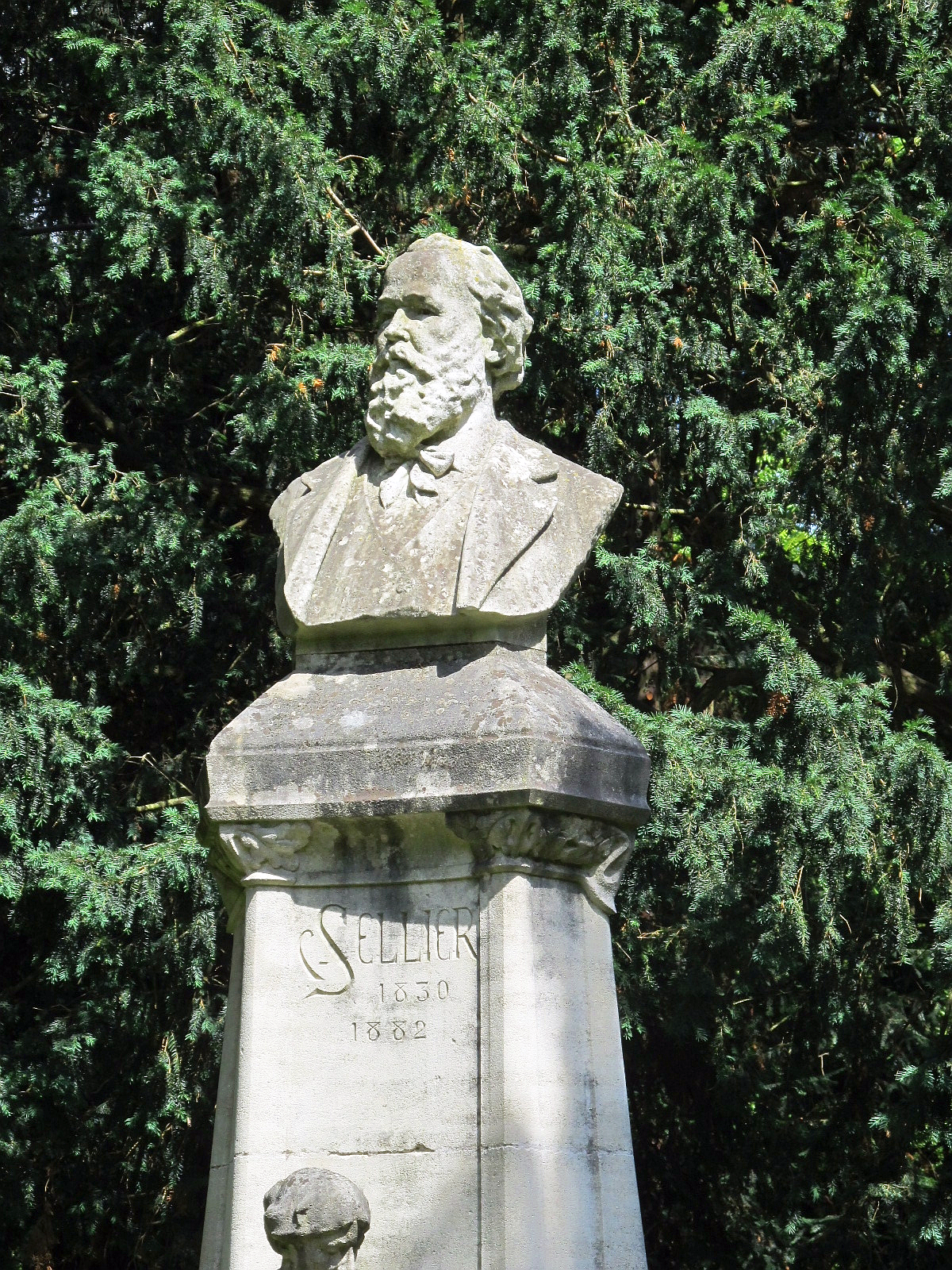
Charles Sellier, par Alfred Finot.
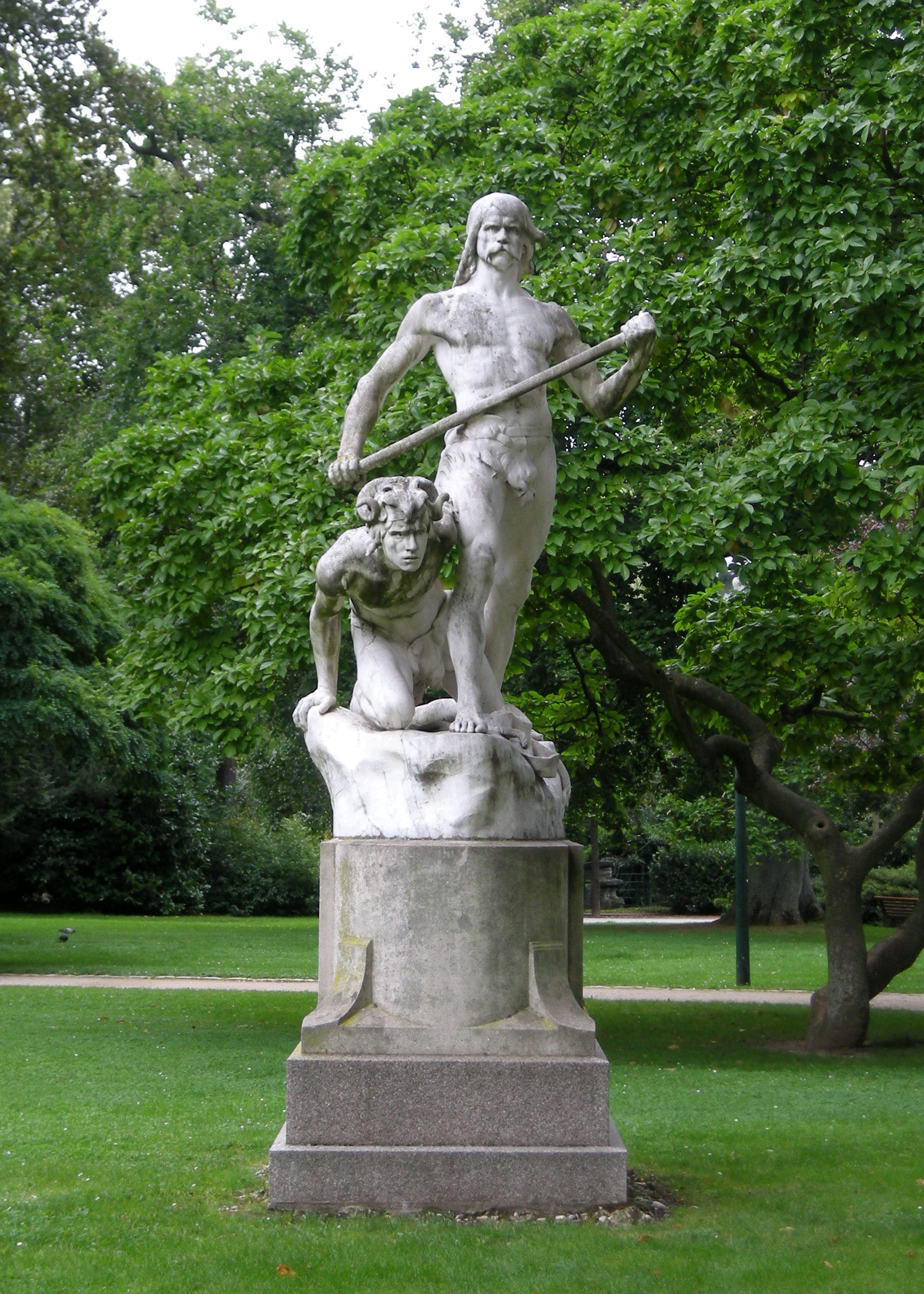
On veille (1885), par Edmond Desca.

### Arbre remarquable
Le parc possède un hêtre pourpre d'une circonférence de plus de six mètres, labellisé arbre remarquable de France en 2013.

Hêtre pourpre et plaques d'information le concernant
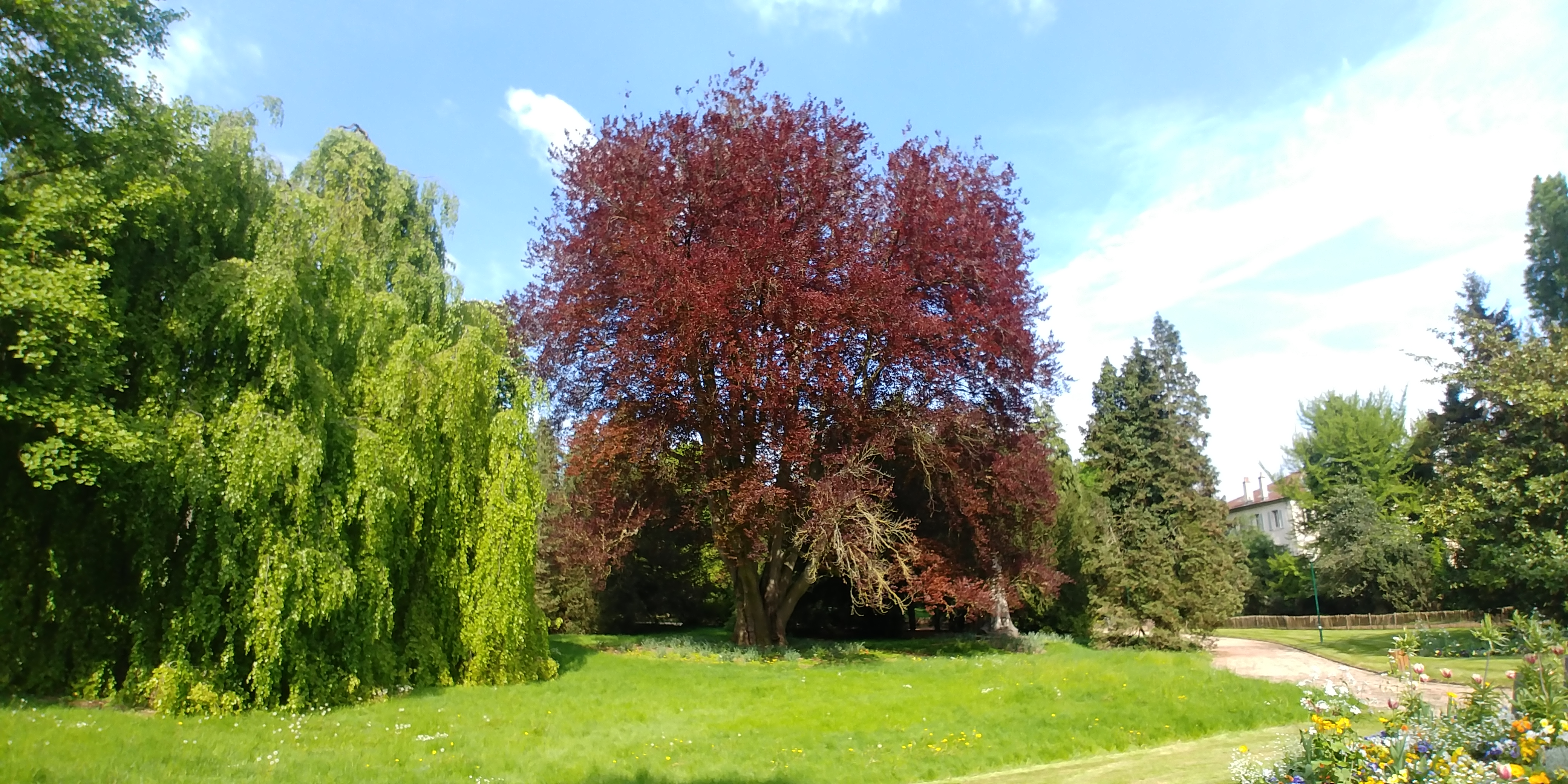
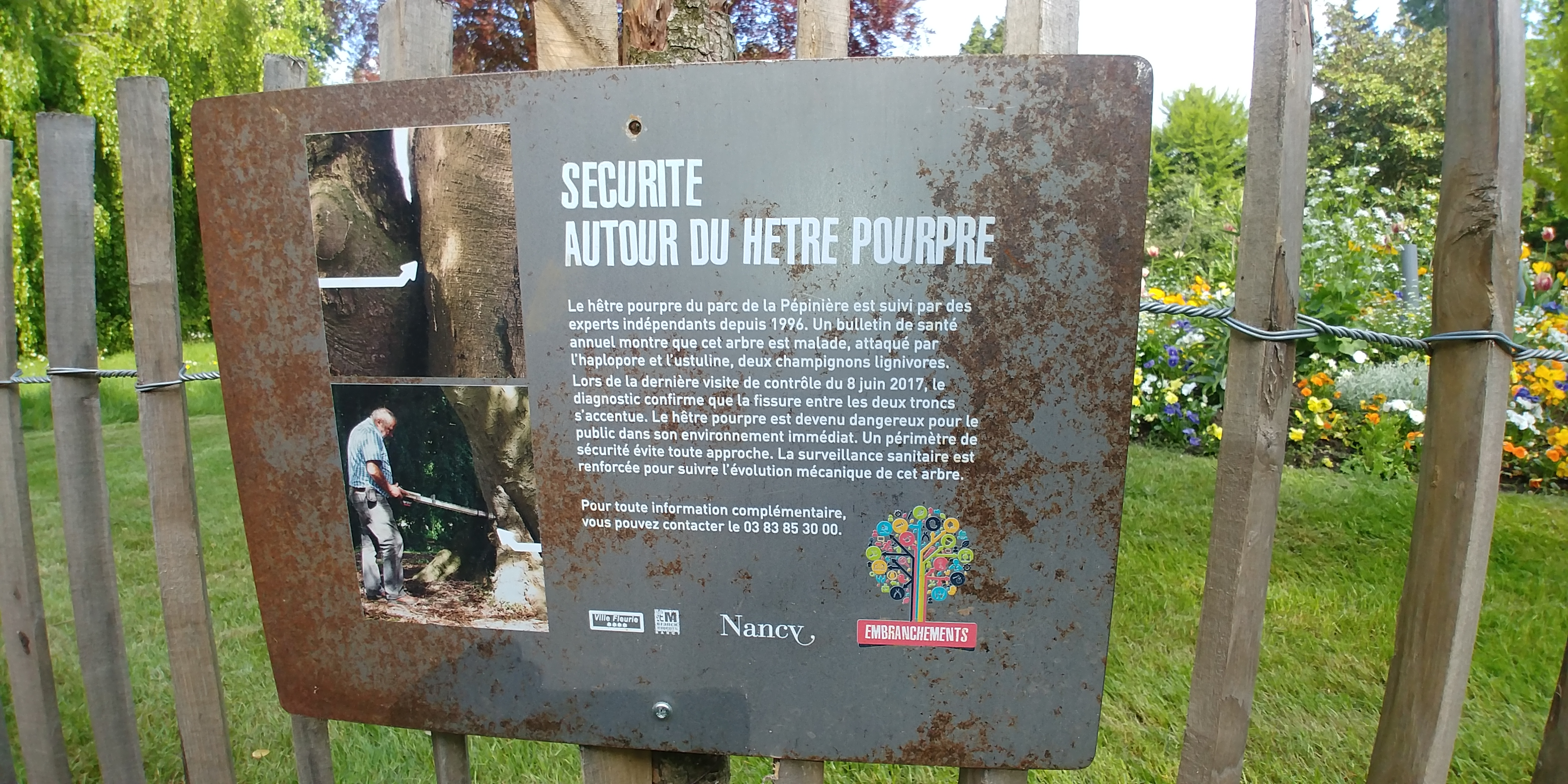
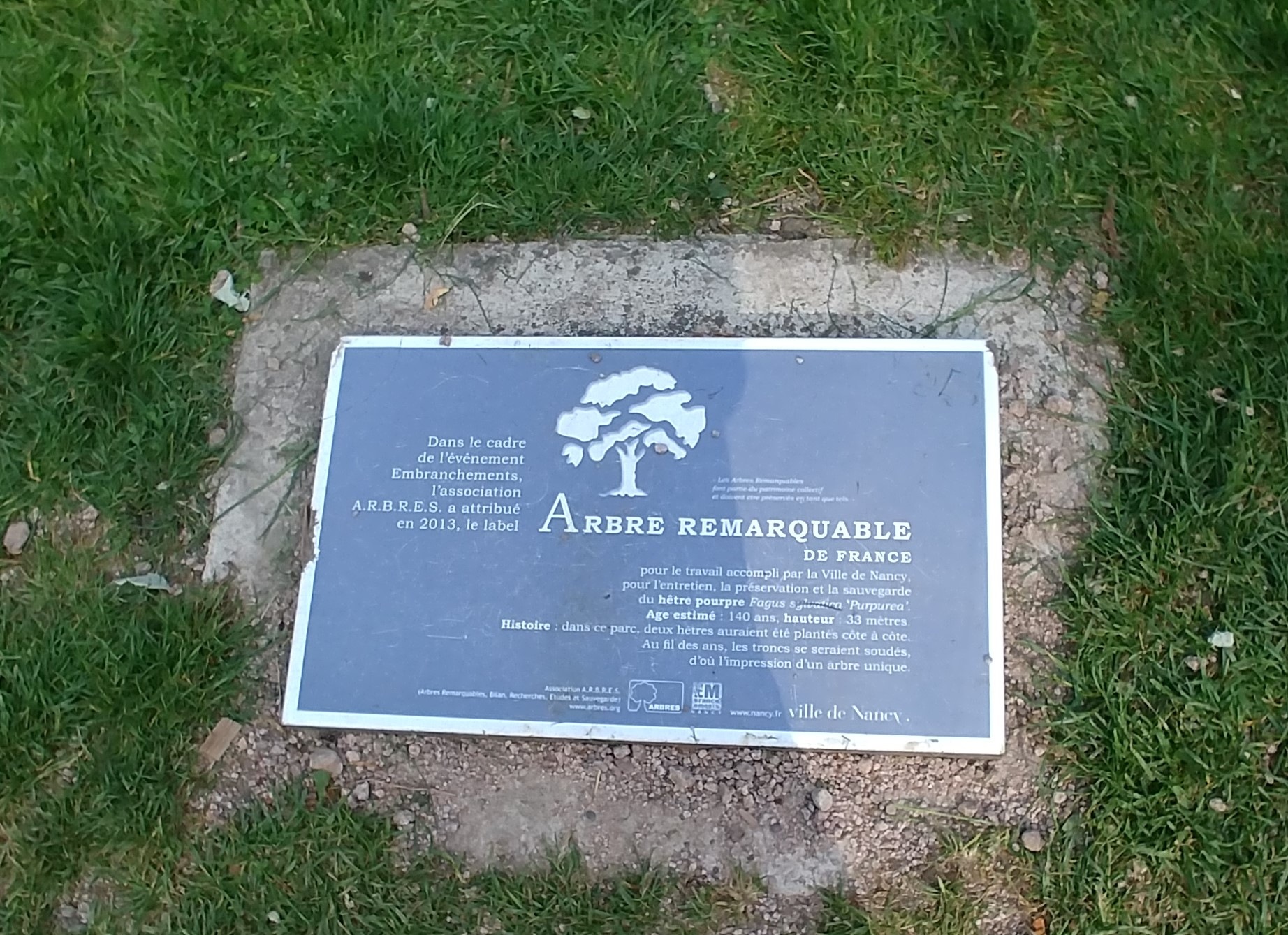

Depuis 2017, cependant, l'arbre est confirmé comme malade à cause de champignons (voir deuxième photo) et potentiellement dangereux. Un périmètre de sécurité permanent a ainsi été mis en place afin d'éviter tout accident.

### Divers

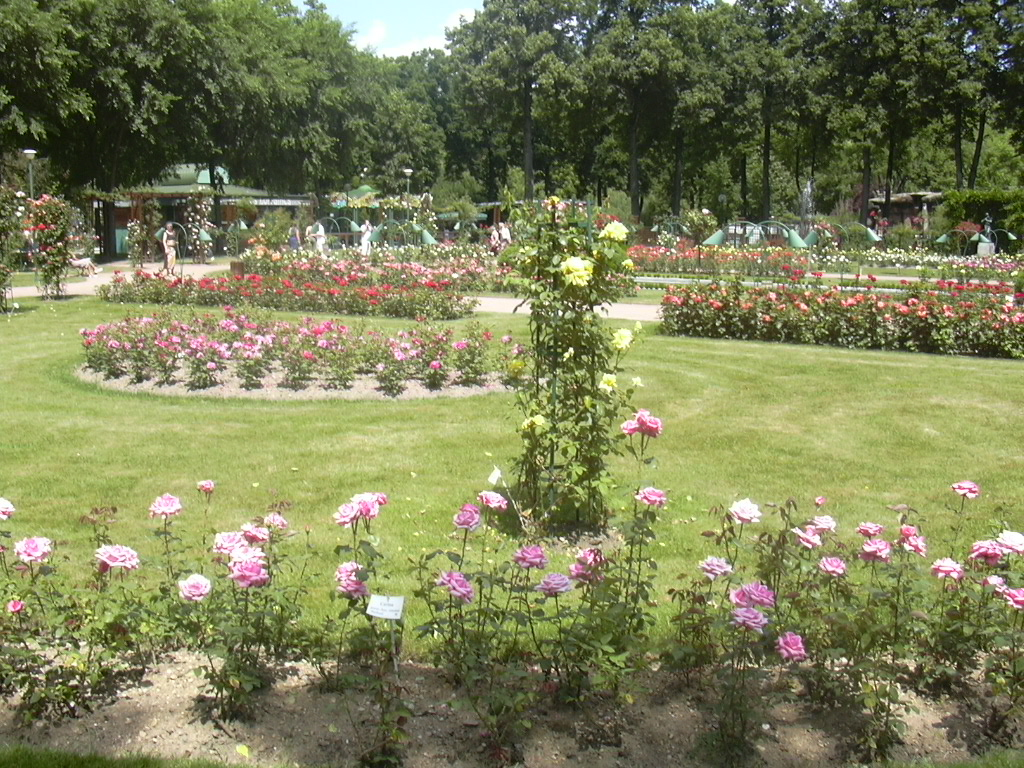
La roseraie de la Pépinière.

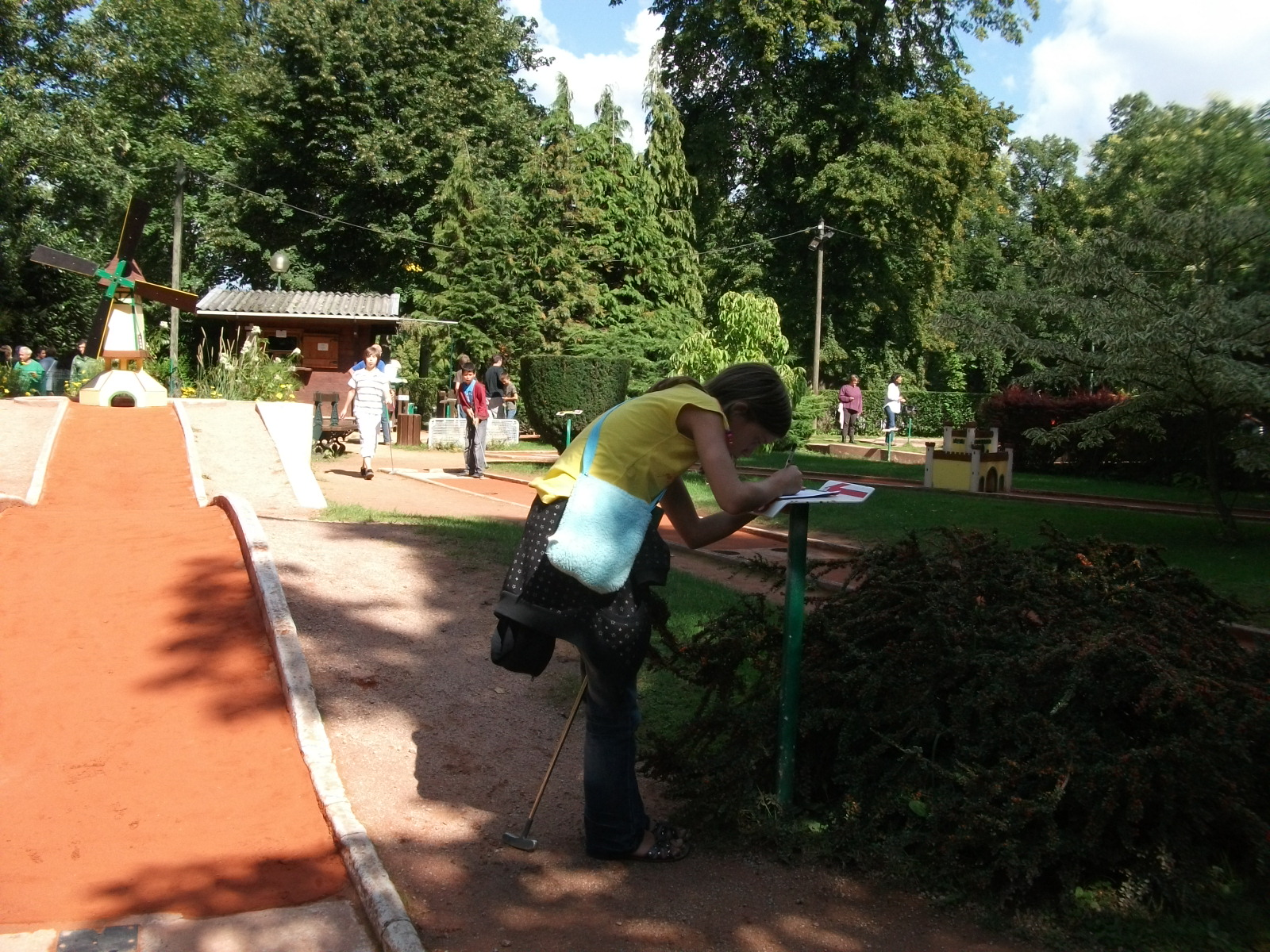
Le mini-golf.

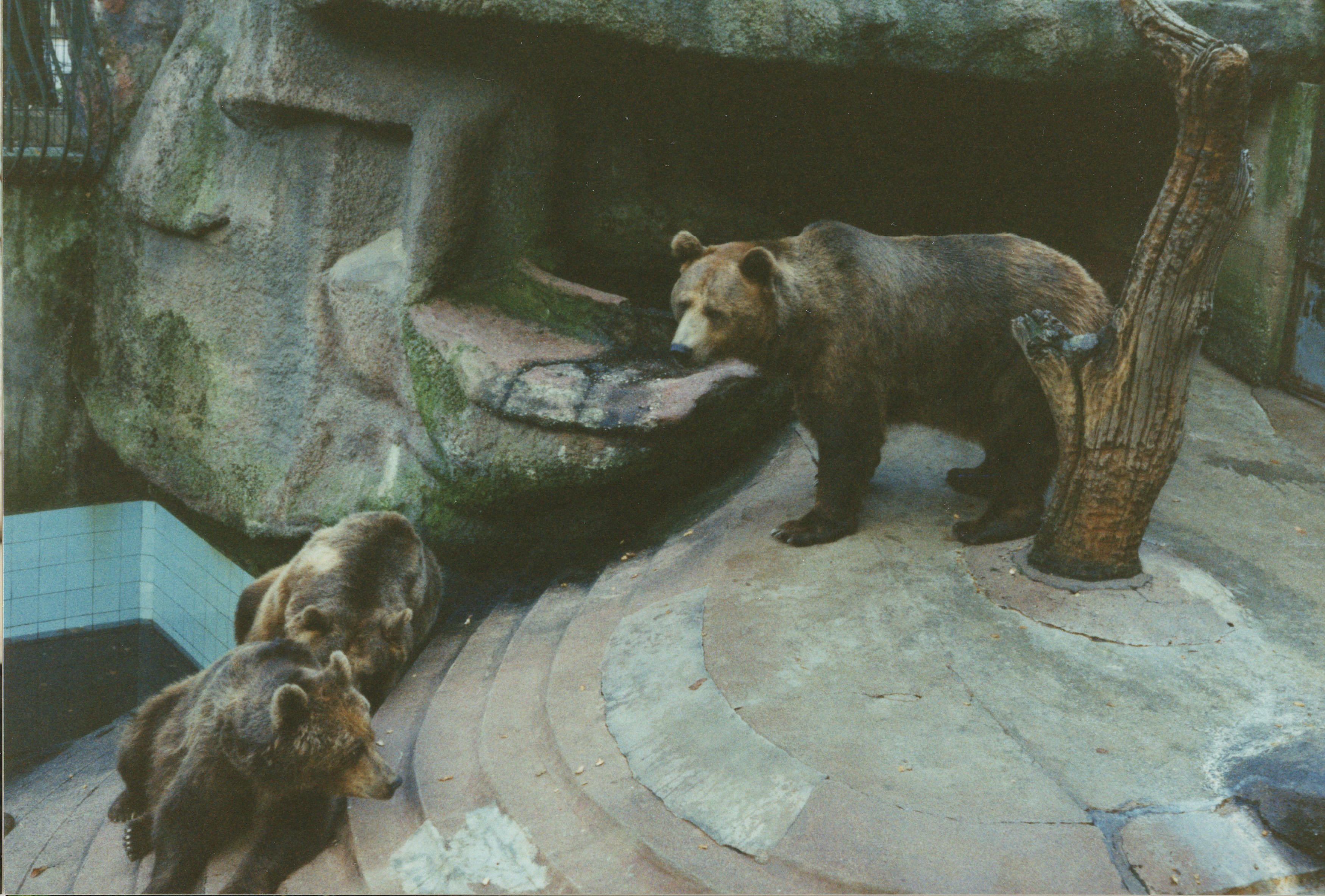
Enclos des ours. Deux d'entre eux, Stanislas et Mona, les derniers, sont morts en 2000 après s'être empoisonnés avec des branches d'if, jetées dans leur fosse. La femelle Chimpanzé Judith, autre spécimen avec Jojo et Victor (un mâle n'ayant jamais été réellement en contact avec ce dernier) arrivée en 1984, est morte en 2003 de la même façon. Le Chimpanzé Victor fut par la suite transféré dans un autre zoo en 2007. Les deux ours, eux, ont été empaillés et donnés au musée-aquarium de Nancy.

Le parc se compose aussi d'aires de jeux pour enfants sur le thème de Bilbo, manèges et théâtre de Guignol.
Il comporte également :
- un espace de présentation d'animaux (diverses races de canards, des grues couronnées, des lapins, des paons...) ; à ses débuts (sa création remonte aux XVIIIe et XIXe siècles[5]), des lions, crocodiles, ours bruns, loups, pumas, kangourous, fennecs étaient exposés. L'un des animaux, un chimpanzé du nom de Jojo, né en 1951, arrivé au parc en 1963 et mort en 2012 à l'âge honorable de 60 ans (faisant de lui le plus vieux chimpanzé d'Europe en captivité à l'heure actuelle), est devenu avec le temps une célébrité locale (il fut par la suite empaillé et placé au Muséum-Aquarium de Nancy)[6],[7]. Cependant, l'espace étant une ménagerie à l'ancienne à l'image des tout premiers parcs zoologiques avec impossibilité d'améliorations, tous les animaux exotiques furent retirés petit à petit pour être remplacés par des animaux domestiques de ferme[8]. Les derniers animaux retirés en date sont les macaques de Java et les daims (ces derniers étant pourtant des animaux non-exotiques pouvant être gardés et élevés comme ceux domestiques)[9],[10]. L'espace ne proposera plus que des animaux domestiques (à l'exception des paons bleus et des grues couronnées, qui restent des espèces exotiques de base, et des cigognes blanches, animal indigène d'Europe, dont la présence est voulue dans un cadre de conservation de l'espèce) et développe depuis plusieurs années une approche plus éducative envers le public sur les animaux et leur bien-être[11].
- une roseraie ;
- une brasserie faisant office d'espace de restauration ;
- un mini-golf ;
- une salle multisports, le gymnase Maurice Jacquet ;
- des terrains de sports (basketball, handball, pétanque...) ;
- des agrès de sport pour faire du street-working (tractions, dips, abdos...) ;
- une aire de jeux et des manèges pour enfants ; à côté de l'espace animalier et la roseraie. Ces attractions pour enfants ont été aménagées et construites en 1939 par la grand-mère du propriétaire actuel, Daniel Brogard, d'ailleurs figure locale. En fin octobre 2021, l'un des manèges, le karting, est détruit lors d'un incendie d'origine inconnue[12],[13].
- un théâtre de marionnettes[14] ;
- un bassin avec jet d'eau ;
- un théâtre de jardin art déco, nommé auditorium Gaston Stoltz et édifié en 1937, étudié dans le cadre de l'Inventaire général du patrimoine culturel[15] ;
- un kiosque à musique, appelé kiosque Mozart, construit en 1875, étudié dans le cadre de l'Inventaire général du patrimoine culturel[16].

- une horloge fleurie.

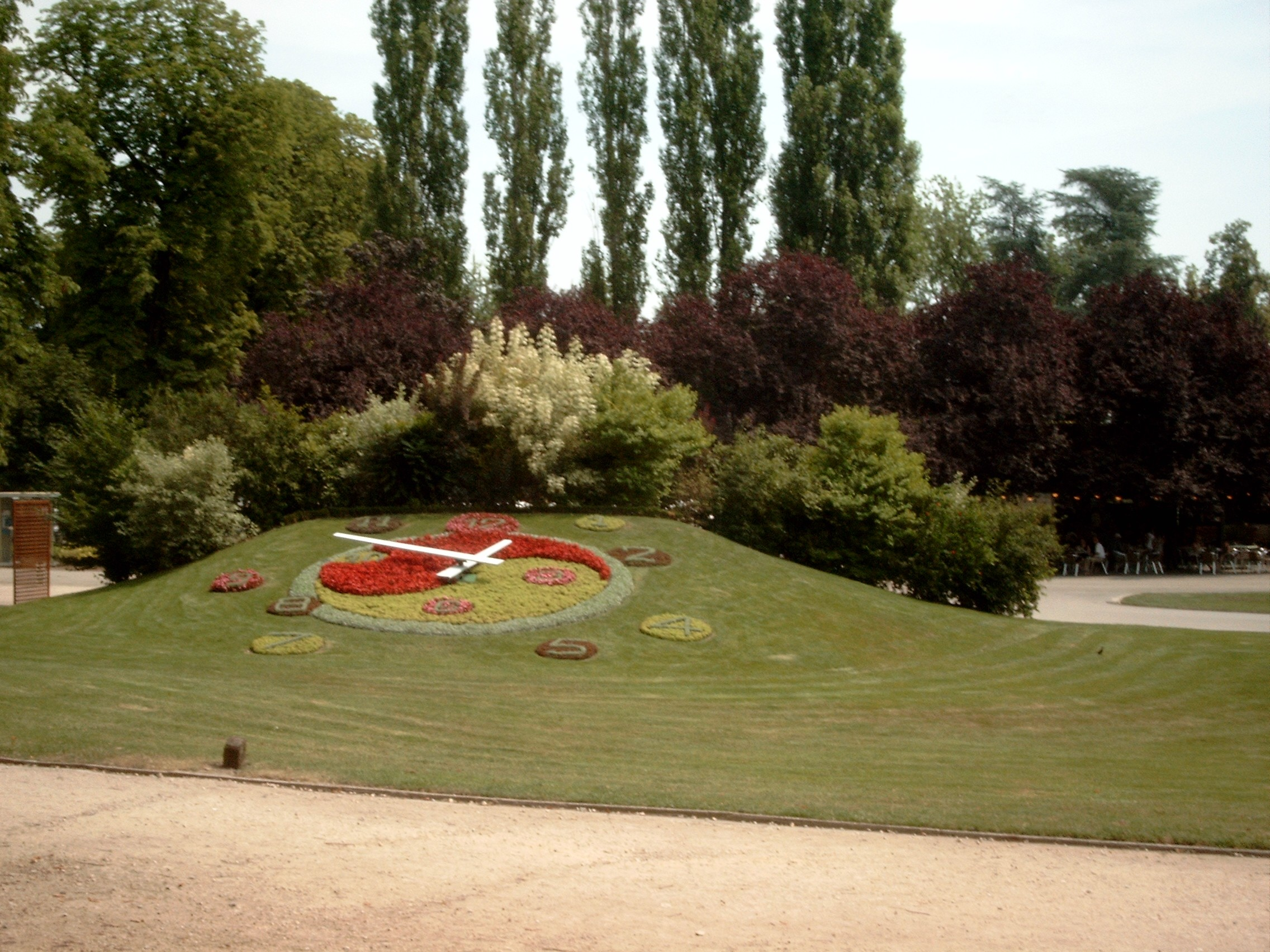
Horloge fleurie de la Pépinière

À l'hiver 2012-2013, le centre ornithologique lorrain a recensé une colonie d'une centaine de perruches à collier nichant dans les arbres de la Pépinière. Il s'agit d'une population marrone, estimée à environ 300 oiseaux, de cette espèce et qui s'est adaptée avec le temps, la première observation datant de 1984 pour ensuite s'intensifier durant le début des années 2000 et dont la pépinière est le fief. Bien qu'étant une espèce exotique, les perruches à collier ne sont pas, pour le moment, considérées comme envahissantes et ne provoquent pas de dégâts nocifs pour l'environnement ni ne concurrencent sérieusement les autres espèces d'oiseaux. Leur population est cependant régulièrement surveillée par précaution. Il est aussi possible d'observer dans le parc d'autres animaux sauvages, indigènes, comme le pigeon biset, le pigeon ramier, le corbeau freux, la corneille noire, le choucas, la mésange charbonnière ou encore le moineau. Le faucon pèlerin est parfois observé dans le parc lorsqu'il chasse les autres oiseaux. Le héron cendré, en provenance de la rivière à côté de la pépinière, peut aussi être visible dans le parc de temps en temps. Des écureuils roux peuvent aussi être croisés dans le parc. La présence de chauves-souris a aussi été attestée.

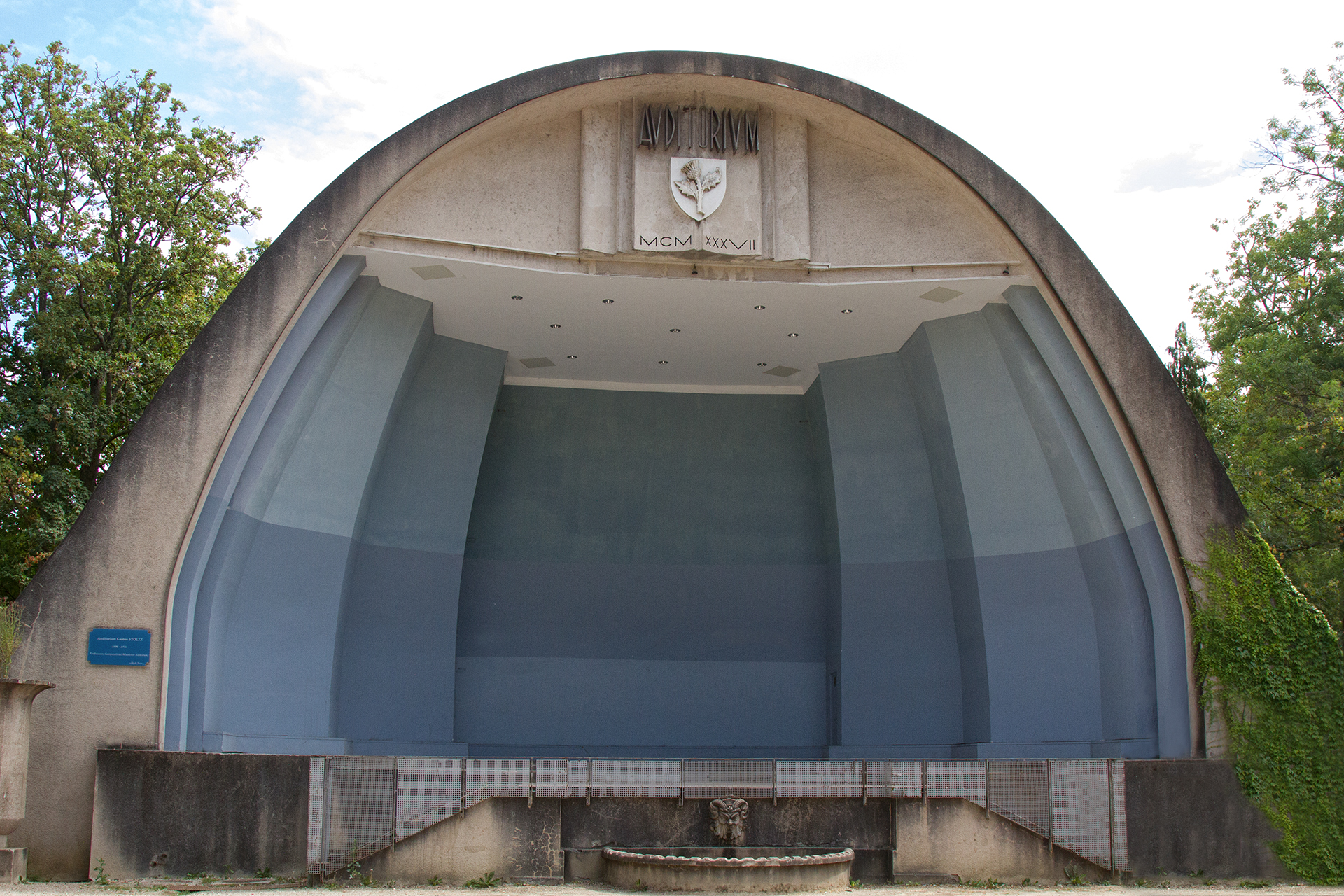
Auditorium Gaston Stoltz édifié en 1937.
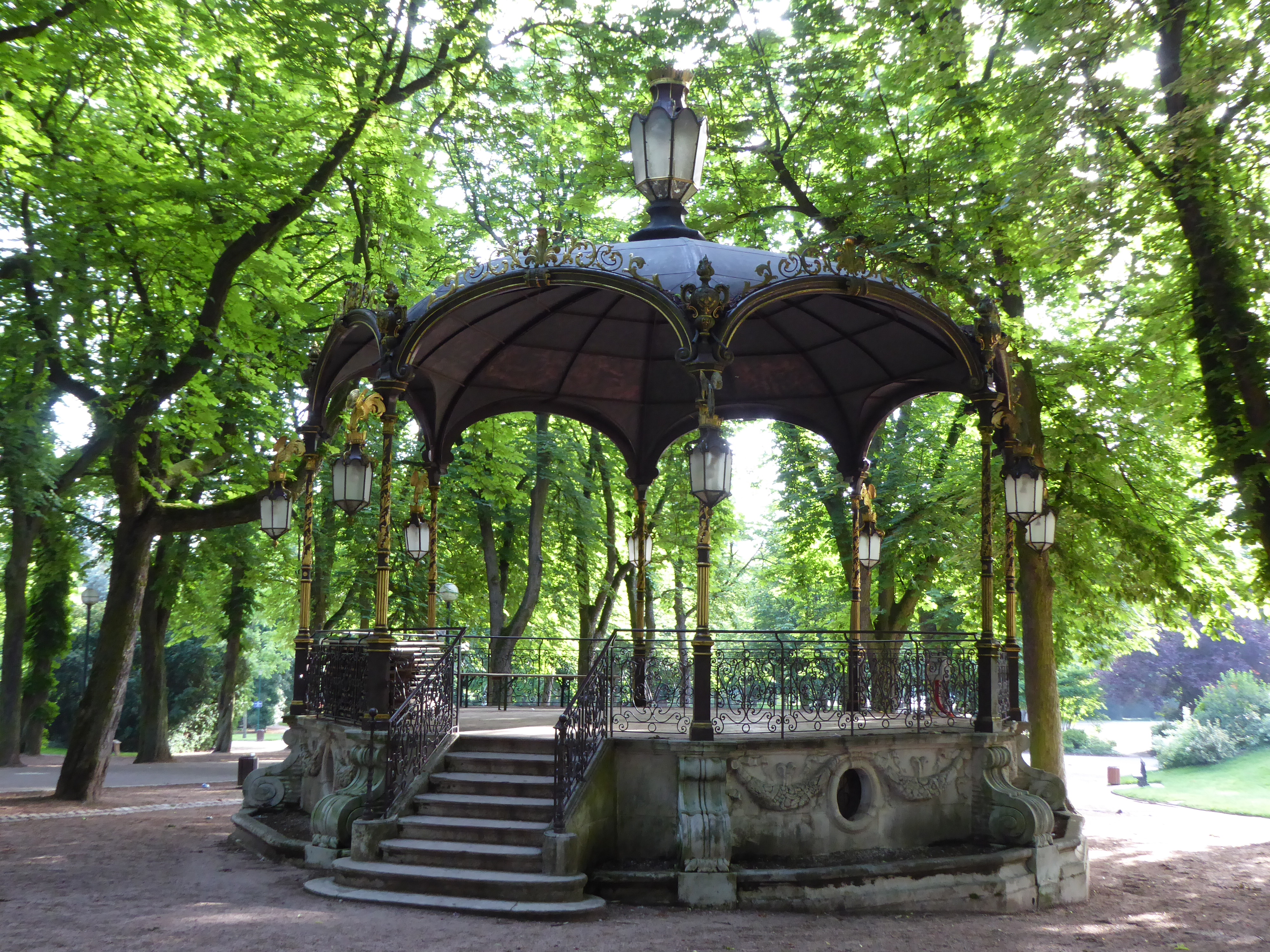
Le kiosque à musique, datant de 1875, dont une réplique a été installée à Béthune.
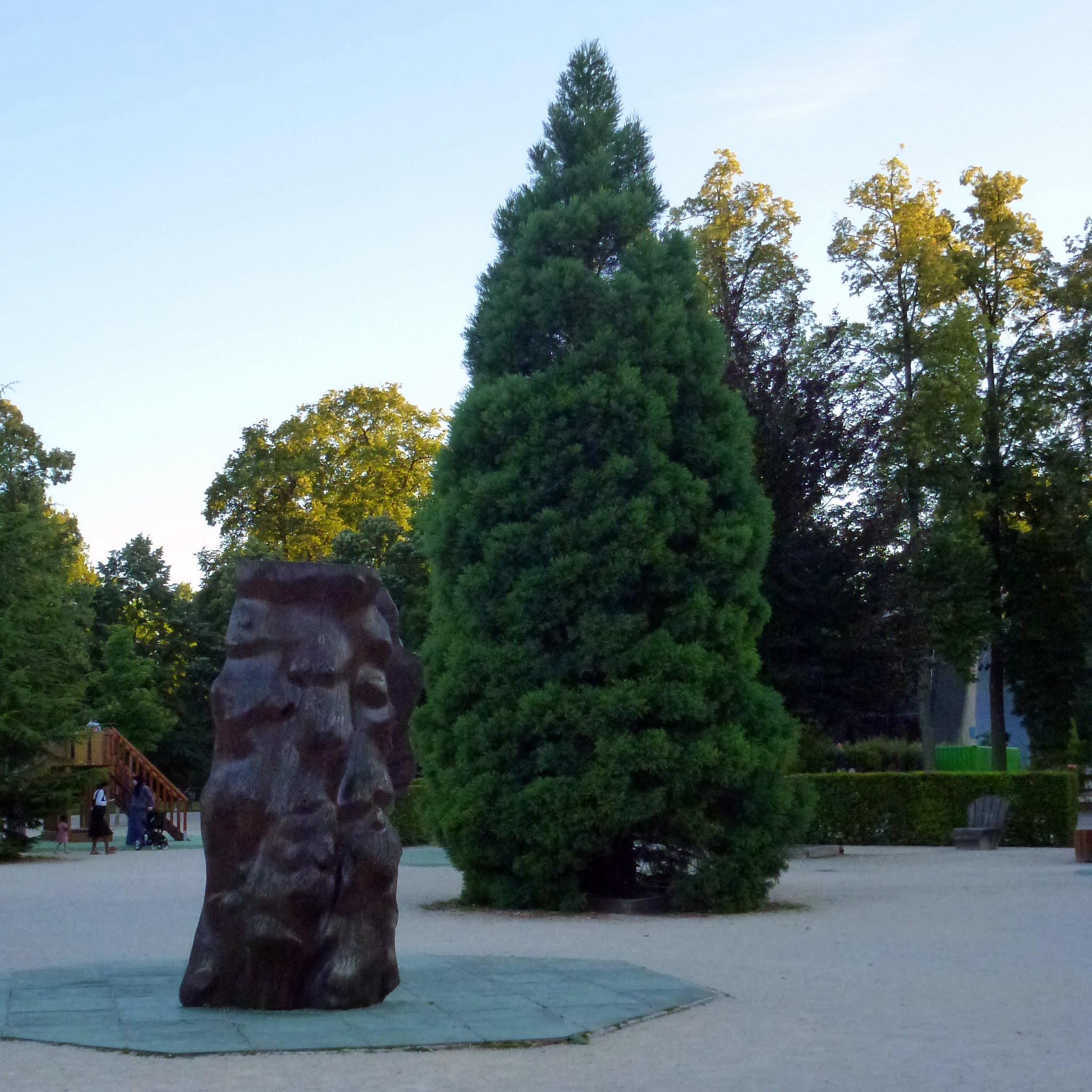
Espace de jeux sur le thème de Bilbo le hobbit.
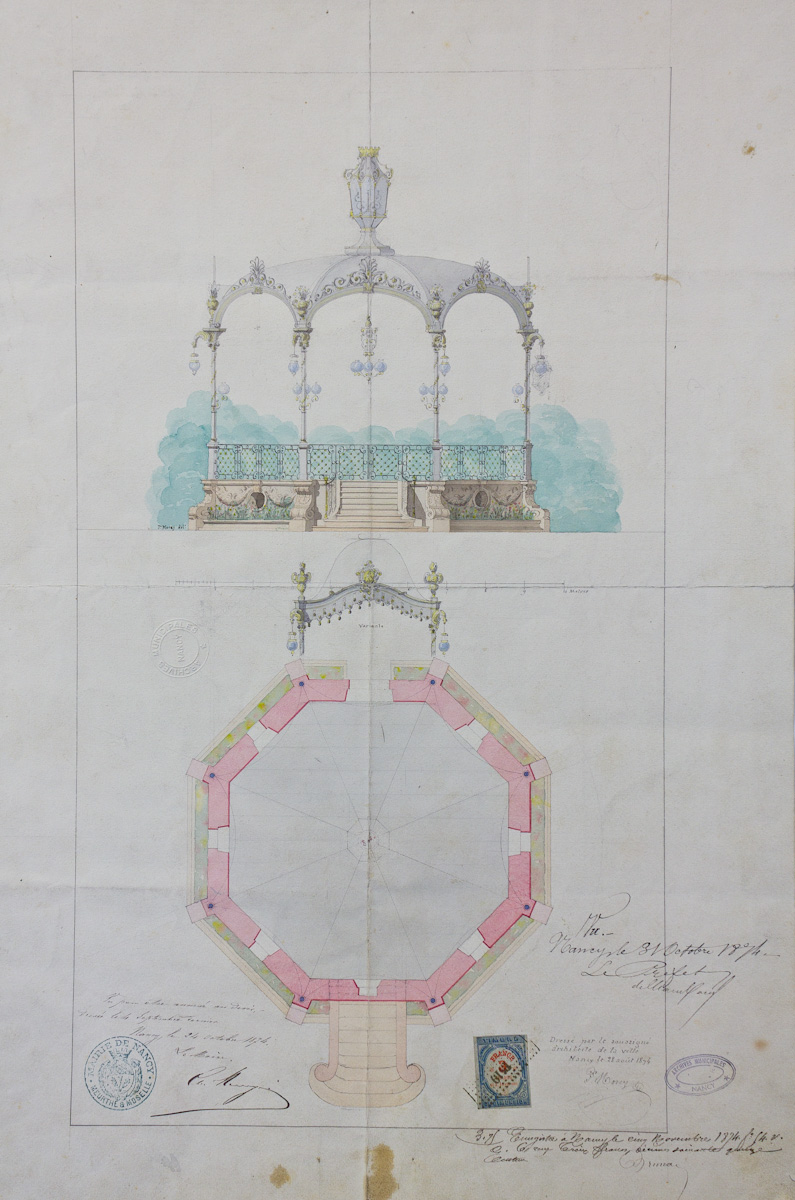
Projet du kiosque en 1874 par Prosper Morey.
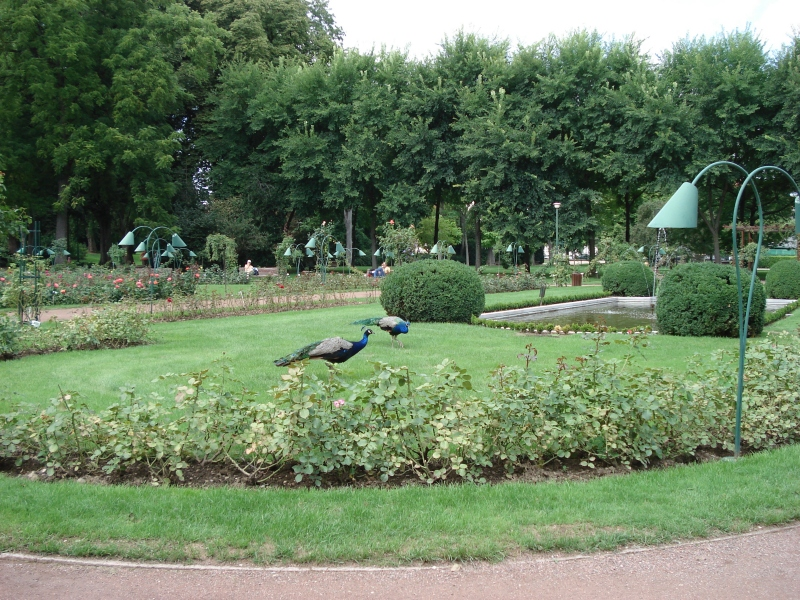
Paons en liberté dans la roseraie. Ces animaux peuvent aller et venir dans tout le parc mais restent en général dans les environs de l'espace animalier.
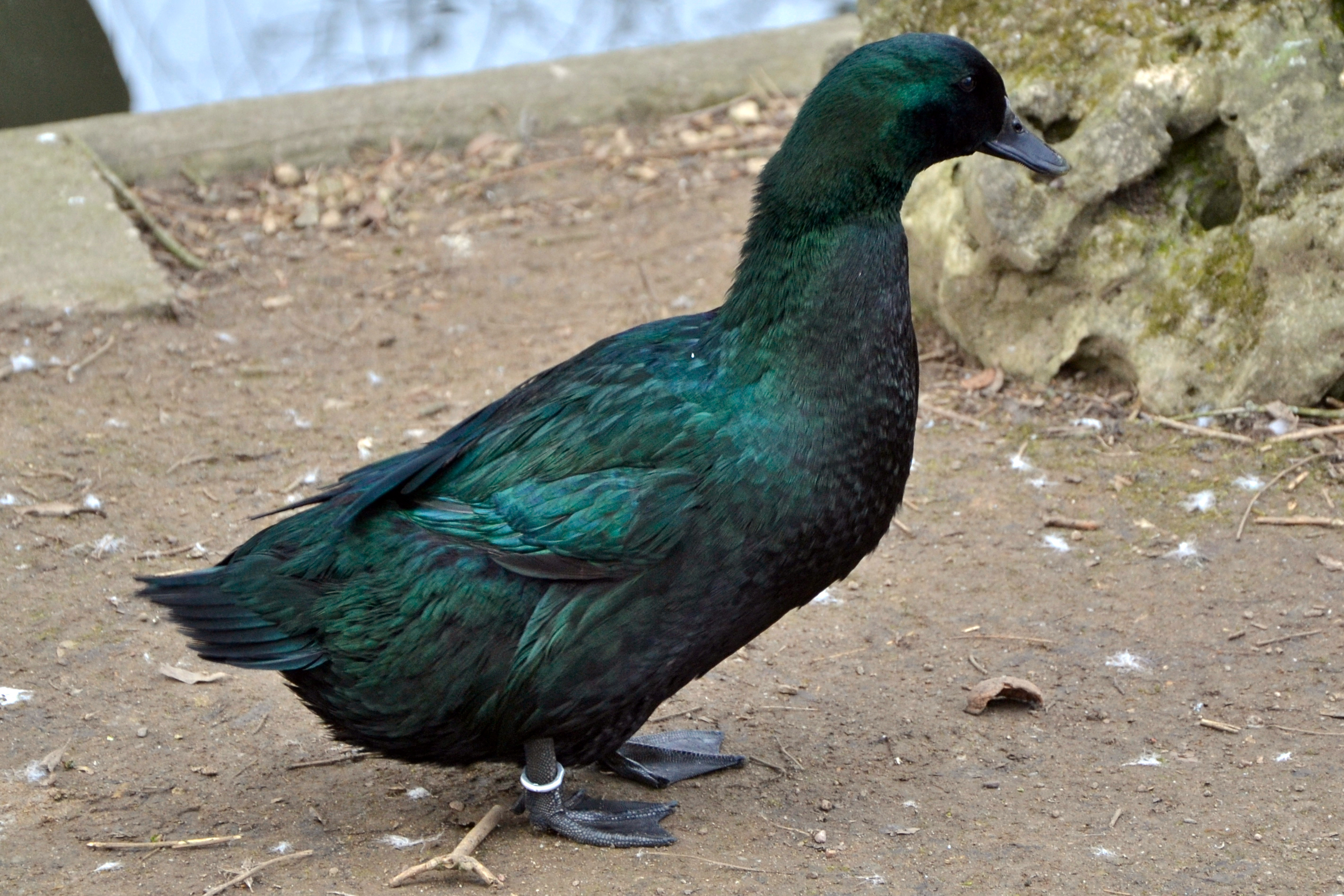
Un animal au parc, ici un canard de race Cayuga.
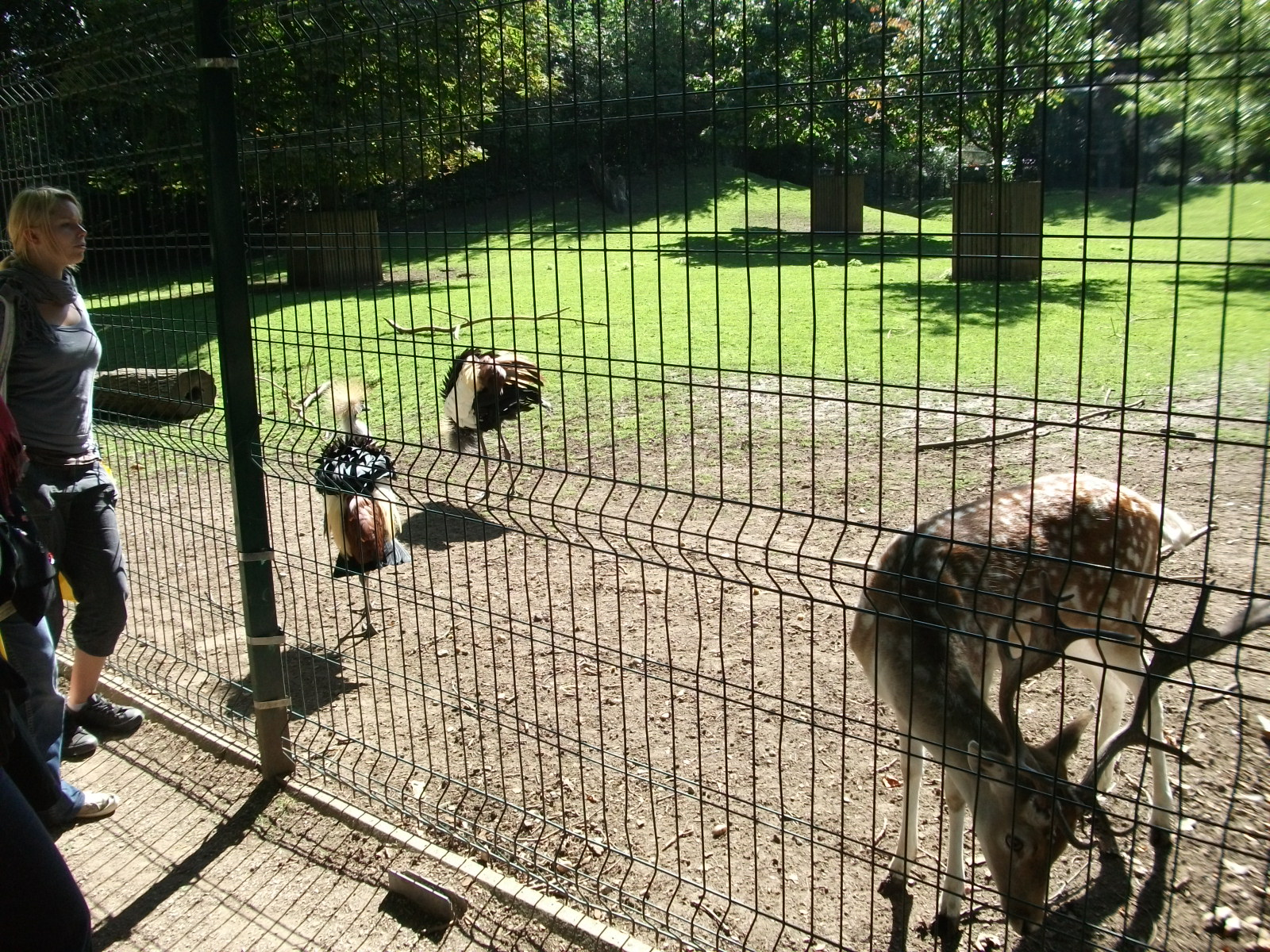
Autres animaux présentés. Ici des grues couronnées et un daim avant le retrait de cette dernière espèce en 2021.
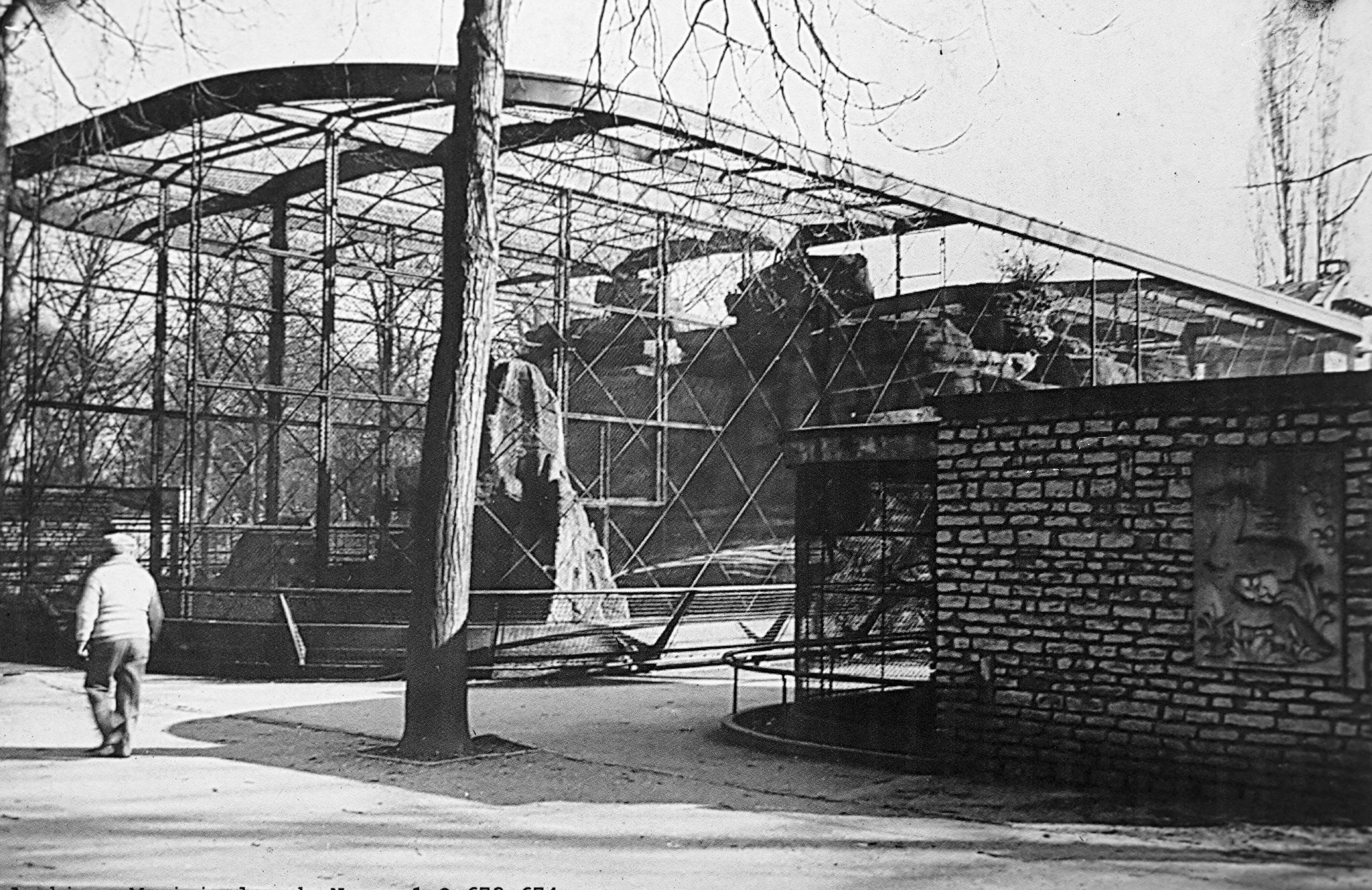
La montagne des singes sur une carte postale conservée à la bibliothèque de Nancy.
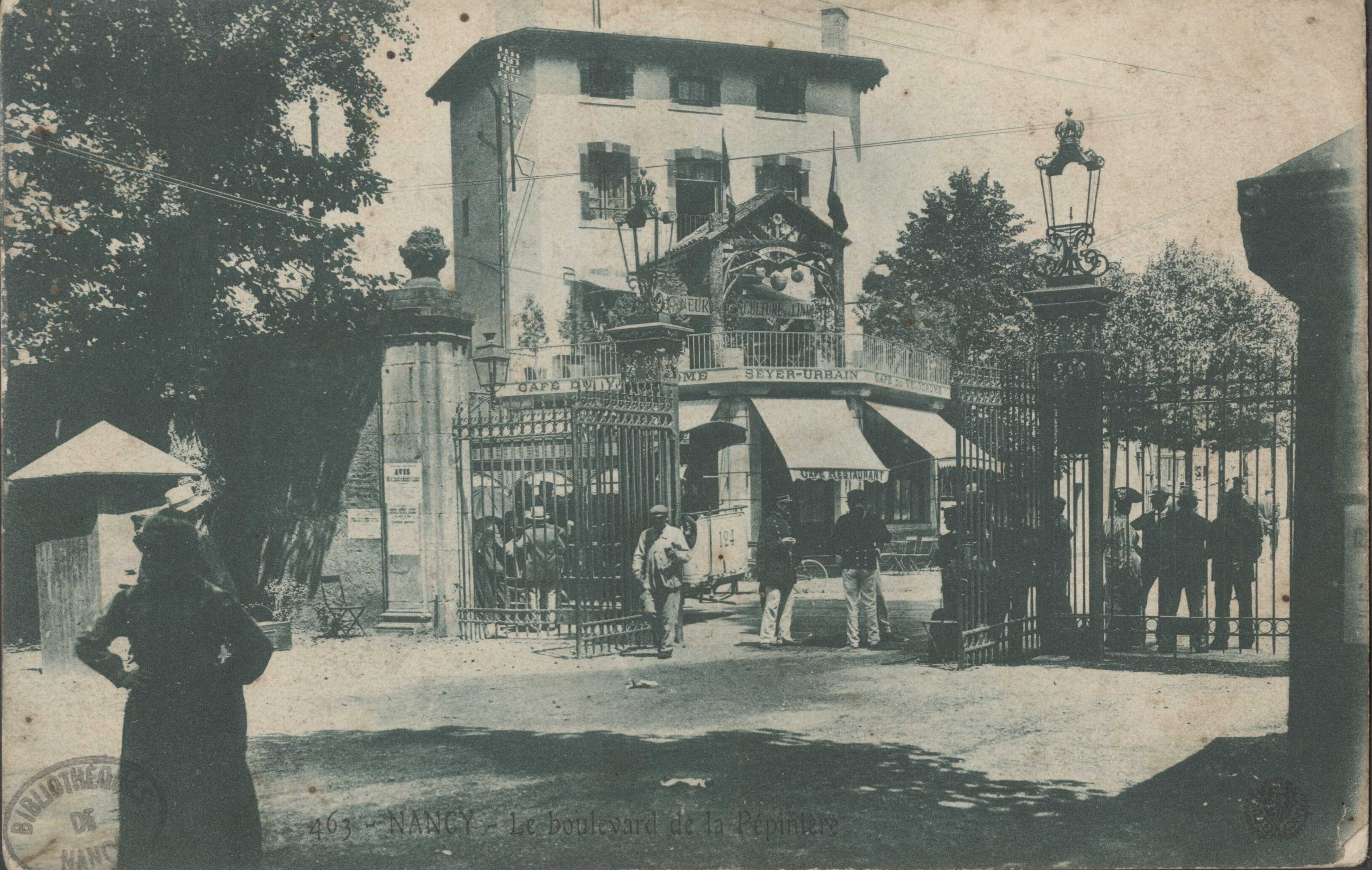
Café restaurant Seyer-Urbain à l'entrée de la pépinière, début du 20e siècle, carte postale conservée à la bibliothèque municipale de Nancy